# Уйон
Уйо́н (фр. Ouillon) — коммуна во Франции, находится в регионе Аквитания. Департамент — Атлантические Пиренеи. Входит в состав кантона Пе-де-Морлаас и дю Монтанерес. Округ коммуны — По.
Код INSEE коммуны — 64438.

## География
Коммуна расположена приблизительно в 650 км к югу от Парижа, в 175 км южнее Бордо, в 12 км к востоку от По.
На западе коммуны протекает река Люи-де-Франс.

### Климат
Климат тёплый океанический. Зима мягкая, средняя температура января — от +5°С до +13°С, температуры ниже −10 °C бывают редко. Снег выпадает около 15 дней в году с ноября по апрель. Максимальная температура летом порядка 20-30 °C, выше 35 °C бывает очень редко. Количество осадков высокое, порядка 1100 мм в год. Характерна безветренная погода, сильные ветры очень редки.

## Население
Население коммуны на 2010 год составляло 463 человека.
| 1962 | 1968 | 1975 | 1982 | 1990 | 1999 | 2010 |
| ---- | ---- | ---- | ---- | ---- | ---- | ---- |
| 254  | 250  | 257  | 307  | 309  | 355  | 463  |

## Администрация
| Период | Период | Фамилия         | Партия | Примечания |
| ------ | ------ | --------------- | ------ | ---------- |
| 1995   | 2008   | Жан Сарту       |        |            |
| 2008   | 2009   | Патрик Вальдар  |        |            |
| 2009   | 2014   | Вероник Поммьес |        |            |
| 2014   | 2020   | Жан-Марк Фуркад |        |            |

## Экономика
В 2010 году среди 301 человека трудоспособного возраста (15-64 лет) 222 были экономически активными, 79 — неактивными (показатель активности — 73,8 %, в 1999 году было 67,0 %). Из 222 активных жителей работали 205 человек (112 мужчин и 93 женщины), безработных было 17 (5 мужчин и 12 женщин). Среди 79 неактивных 34 человека были учениками или студентами, 27 — пенсионерами, 18 были неактивными по другим причинам.

## Достопримечательности
- Церковь Св. Иоанна Крестителя (XIX век)[4]